# Tamar (Génesis)
Tamar (del hebreo: תָּמָר ‘palmera’) en la Biblia fue dos veces la nuera de Judá, así como la madre de dos de sus hijos, los gemelos Farés y Zara.
El Génesis relata el episodio de Judá, el hijo de Jacob, con su nuera Tamar. 
Judá se casó con la hija de un cananeo llamado Súa, quien le dio tres hijos en este orden: Er, Onán y Selá. 
Er, el esposo de Tamar, murió sin tener heredero, por lo que Onán se casó después de su muerte con su viuda Tamar, según la Ley del levirato, pero, sabiendo que debido a esa ley los hijos de esa unión no serían suyos, si no de su hermano fallecido, evitó eyacular dentro de ella al mantener relaciones sexuales. Esa conducta de Onán motivó su muerte, pues fue castigado por Yahvé al incumplir la norma de tener descendencia. 
Luego del fallecimiento de Onán, Judá le pidió a Tamar que se quedara en la casa de su padre, hasta que cumpliera la mayoría de edad su tercer hijo, Selá, quien entonces la desposaría. 

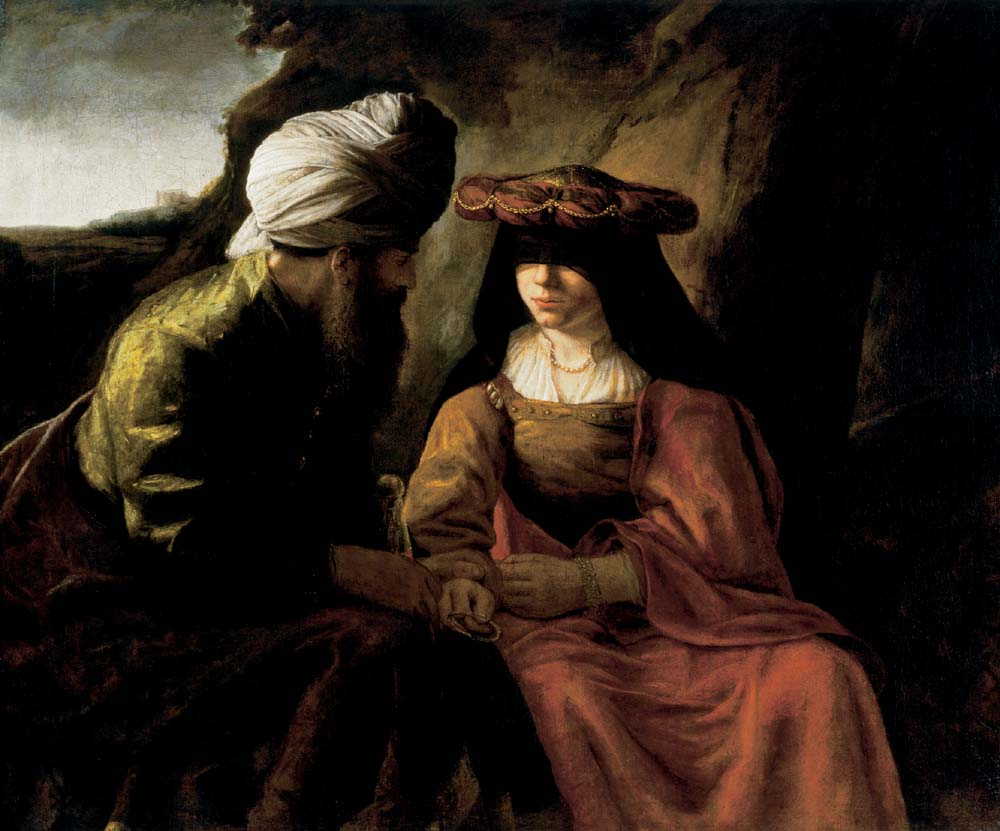
La velada Tamar engaña a Judá para quedar embarazada. Representación barroca de un pintor anónimo holandés del. Residenz Galerie, Salzburgo.

Tamar, pasando el tiempo y pensando que Judá nunca le daría a su último hijo por esposo, se disfrazó de prostituta, sedujo a su suegro y fornicó con él (que ya había quedado viudo). Como Judá no tenía dinero para pagar el servicio sexual recibido, Tamara logró que Judá le entregara su sello y su bastón como prenda hasta que le pagara el cabrito prometido como precio.
Tamar quedó embarazada, y a los tres meses sus vecinos se lo informaron a Judá para ordenase que la ajusticiaren por ello; ante ello, Tamar probó, exhibiendo el sello y el bastón de su suegro, que era él quien la había embarazado. 
Por tal acción, Judá la perdonó, ya que se sentía culpable por no haberle dado en matrimonio a su hijo Selá. Tamar dio a luz a dos gemelos: Farés y Zara. 
En Farés siguió la genealogía de Jesús, como relatan los Evangelios de Mateo y Lucas. Siendo esta relación conflictiva, y sin embargo es la genealogía de Jesús, los autores subrayan que Tamar consigue con engaño una descendencia que Judá le negaba y también el derecho que nace del perdón, después de una conducta taimada.